# Sphen y Magic
Sphen y Magic eran dos pingüinos papúa machos del Acuario Sea Life de Sídney. Después de conocerse en 2018, adoptaron y criaron dos polluelos juntos, volviéndose internacionalmente famosos y simbólicos para el movimiento por los derechos de los homosexuales en Australia.  La pareja eran popularmente conocida como Sphengic. Sphen murió en agosto de 2024 a la edad de 11 años.

## Historia
Sphen nació en SeaWorld, mientras que Magic nació en el Acuario Sea Life de Melbourne tres años después.  Magic y Sphen se conocieron por primera vez en el verano de 2018 en el Acuario Sea Life de Sídney,  donde formaban parte de una colonia de 33 pingüinos. Se cortejaban haciendo reverencias, trayéndose piedras y aceptando las piedras del otro, y luego cantándose el uno al otro. Durante la temporada de apareamiento, los administradores del acuario notaron que la pareja había hecho el nido más grande y se había sentado en él constantemente, turnándose para hacerlo durante 28 días, un resultado significativamente mejor que el de los otros pingüinos.
Los cuidadores de pingüinos del acuario tomaron la decisión de que se permitiera a la pareja criar un polluelo y alertaron a los directivos de que así sería, decisión que los ejecutivos aceptaron. Los gerentes les dieron un huevo falso, que ellos criaron con éxito. Como resultado, cuando una pareja de pingüinos heterosexuales dejó un huevo desatendido, los trabajadores se lo dieron a Sphen y Magic. Al ser más joven, Magic inicialmente pasaba menos tiempo cuidando el huevo, aunque luego aprendió a hacerlo con más frecuencia. El huevo eclosionó un viernes de octubre de ese año y pesó 91 gramos (3,2 oz), siendo el único huevo que ha eclosionado en toda la colonia. El polluelo fue llamado Baby Sphengic, y en enero de 2019, se reveló que era una hembra y fue rebautizada como Lara.  
En noviembre de 2019 se reveló que la pareja estaba criando un segundo polluelo después de que el personal del zoológico vio a otra pareja luchando por incubar dos huevos simultáneamente.  Este segundo polluelo se llamó Clancy.
En 2024, tras un deterioro en la salud de Sphen, el equipo veterinario del acuario lo sacrificó para acabar con su malestar y dolor. El personal del zoológico trajo a Magic a su lado para llorar; él cantó, lo cual fue repetido por los otros 45 pingüinos de la colonia.  La muerte de Sphen, a la edad de 11 años, fue anunciada el 22 de agosto de 2024; se investigará la causa de su deterioro.

## Impacto
El año anterior al encuentro de la pareja, en 2017, se legalizó el matrimonio entre personas del mismo sexo en Australia;  los pingüinos se convirtieron en un símbolo cada vez más importante de ello. El acuario publicó inicialmente vídeos sobre los pingüinos, incluyendo sus cantos y la construcción de un nido de piedras. Las respuestas a esto variaron: algunos comentaristas argumentaron que la palabra "gay" no debería usarse para los pingüinos, que eran "solo amigos" y que su relación era "antinatural". Algunos conservadores argumentaron que los pingüinos estaban siendo utilizados para promover una agenda política. 
Los pingüinos inspiraron una carroza para el desfile de Mardi Gras gay y lésbico de Sydney, aparecieron en la serie de comedia dramática de Netflix Atypical, y fueron mencionados en el programa de estudios de educación de Australia. Richard Dilly, el gerente del acuario, señaló que a través de la fama de los pingüinos, el acuario había podido compartir mensajes sobre la conservación, la contaminación plástica, el calentamiento global y la protección de los pingüinos salvajes a través de iniciativas de recaudación de fondos.